# 河村泰貴
河村 泰貴（かわむら やすたか、1968年11月18日 - ）は、日本の実業家。株式会社吉野家ホールディングス代表取締役社長。1987年に吉野家にアルバイト採用され、2012年に社長に就任した。

## 人物・経歴
大阪府出身。1987年に広島県立広島皆実高等学校卒業。
その後は前任の社長だった安部修仁と同じく、大学には進学せず、吉野家で5年間アルバイトをした。
前任の安部と同じく、2代続けて高卒かつ非正規雇用であるアルバイトからの正社員となり、1993年吉野家ディー・アンド・シー入社。1997年セゾン総合研究所出向。2004年はなまる取締役。2007年からはなまる代表取締役社長として、同社再建にあたった。2010年吉野家ホールディングス取締役。2012年から吉野家ホールディングス代表取締役社長を務めた。

## 出演

### 新聞
- 学生新聞[5]